# Coast Guard Air Station Elizabeth City
La Coast Guard Air Station Elizabeth City est une base aérienne de la Garde côtière des États-Unis co-localisée à l'aéroport régional d'Elizabeth City, en Caroline du Nord, le long de la rivière Pasquotank, près de l'ouverture du détroit d'Albemarle. C’est la deuxième plus grande base aérienne de la Garde côtière avec une population d'environ 855 personnels militaires. La base aérienne de la Garde côtière est également l’une des plus fréquentées des gardes-côtes américains, opérant des missions aussi lointaines que le Groenland, les Açores et les Caraïbes.

## Opérations et Missions

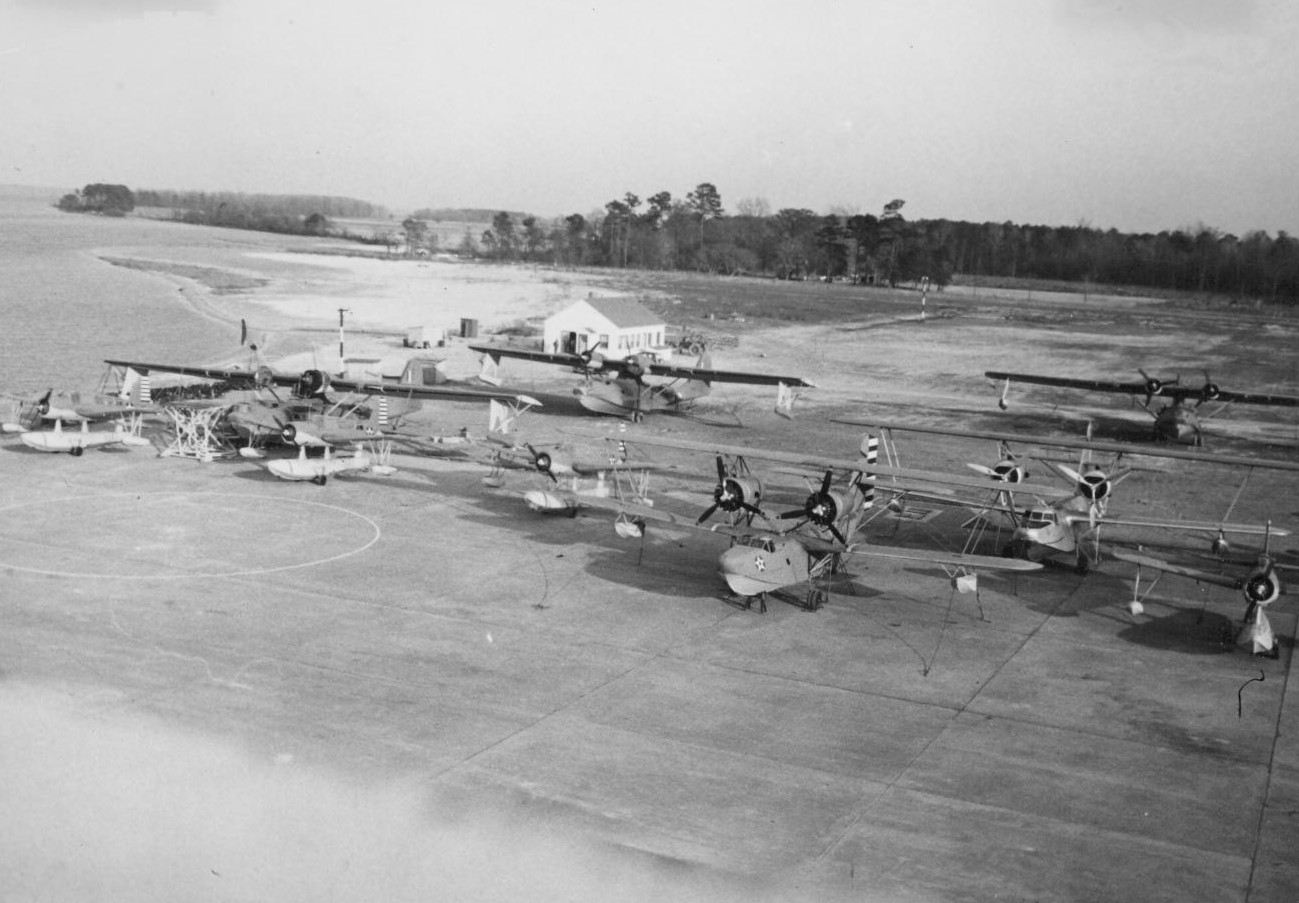
Hydravions à CGAS Elizabeth City en mars 1942.

La base aérienne de la Garde côtière (CGAS) Elizabeth City est située sur le complexe de la Base Elizabeth City de la Garde côtière. En outre, le complexe de Base Elizabeth City abrite le Centre de formation technique à l'aviation (ATTC), le Centre de logistique aéronautique (ALC) et Station Elizabeth City, la station de recherche et sauvetage pour petits bateaux. La base Elizabeth City fournit également des soins de santé aux militaires, y compris des soins médicaux et dentaires, ainsi que des services d'urgence avec un service d'incendie et de police ouvert 24h / 24.
Les missions de CGAS Elizabeth City comprennent les opérations de recherche et sauvetage (SAR), l'application de la loi maritime, la surveillance internationale des glaces, l'assistance aux aides à la navigation (comme les phares) et la protection de l'environnement marin (comme la prévention des déversements d'hydrocarbures).
Actuellement, CGAS Elizabeth City entretient et exploite cinq avions HC-130J Hercules et quatre hélicoptères MH-60T Jayhawk.

## Historique

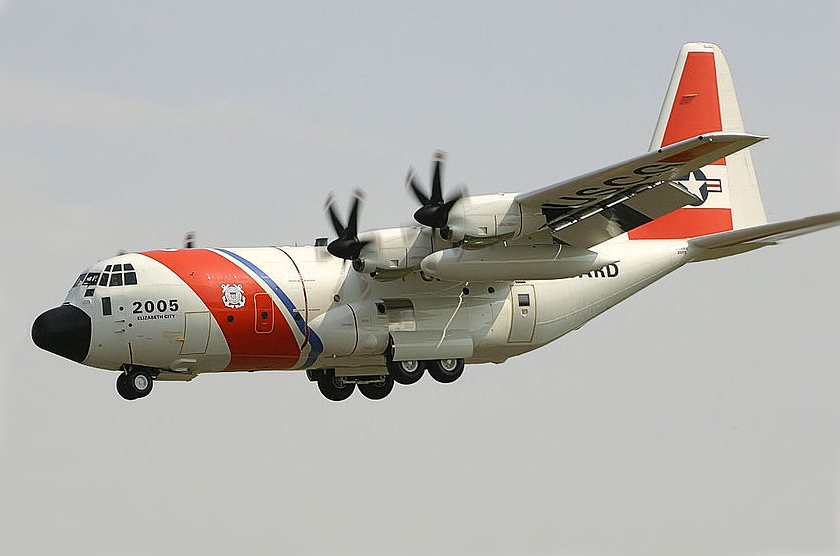
Un Lockheed HC-130J de CGAS Elizabeth City en approche

Le 15 août 1940, la CGAS Elizabeth City est mise en service avec quatre officiers, 52 hommes et de dix aéronefs, dont trois hydravions Hall PH-2, quatre avions terrestres Fairchild J2K et trois avions amphibies Grumman J2F Duck. Située à une soixantaine de kilomètres au nord de Cap Hatteras, en Caroline du Nord, au nord d’Albemarle Sound, l’ancienne plantation Holowell près de Elizabeth City, en Caroline du Nord, a été choisie par la garde côtière des États-Unis en 1938 comme place stratégique potentielle pour y installer une base d'hydravions.
Pendant la Seconde Guerre mondiale, l’aérodrome était sous le contrôle de la marine américaine et menait des opérations de recherche et sauvetage (SAR), de lutte anti-sous-marine et d’entraînement en tandem avec la base aérienne de Weeksville, une installation plus légère au sud-est qui était en opération de 1941 à 1957,.
Depuis lors, les missions et les aéronefs assignés à AIRSTA Elizabeth City ont évolué et grandi avec les technologies et les priorités nationales. En 1966, la base aérienne d’Elizabeth City s’agrandit après avoir absorbé les bases aériennes de la Garde côtière de Kindley Air Force Base (en) (Bermudes) et Naval Station Argentia (Terre-Neuve).

## Culture populaire
La base aérienne Elizabeth City était le cadre (et a servi de double à la base aérienne de la Garde côtière de Kodiak, en Alaska) dans le film de 2006 Coast Guards. Le personnel de la base a joué un rôle déterminant dans la fourniture de l’infrastructure et du soutien nécessaire au tournage du film.
En 2018, la base aérienne a fourni un hélicoptère et un équipage de conduite pour aider au tournage de la série Jack Ryan sur Amazon Prime. Deux membres du groupe avaient également la parole dans l’épisode pilote, l’équipage devant récupérer le personnage principal lors d’un dîner à Washington, DC.